# 金祥文
金祥文（1939年10月—），男，上海人，中华人民共和国政治人物，曾任国家测绘局局长，第九、十届全国政协委员。